# Грамматикализация
Грамматикализа́ция — языковое изменение, при котором в ходе эволюции языка полнозначные слова превращаются в служебные (а также в составные наречия, приставки и суффиксы). Например, глагол со значением «стать» может стать маркером будущего времени, или числительное «один» может превратиться в неопределённый артикль.
Термин «грамматикализация» введён А. Мейе в 1912 году. Активно феномен грамматикализации исследуется с 1980-х годов. Основные работы принадлежат Б. Хайне, К. Леману, Дж. Байби.

## В русском языке
Грамматикализовались предлоги в течение, вследствие, в качестве, в отличие, путём и другие.
Из давно грамматикализованных форм БРЭ приводит суффикс -ся (от ся = себя), суффикс -жды (от шьды — формы глагола идти), частицу бы (от бы = был).

## Признаки грамматикализованного слова
Полнозначное слово, превращаясь в служебное, сильно меняется, и грамматикализацию можно обнаружить по таким признакам:
- семантическое выцветание, десемантизация (англ. semantic bleaching) — ослабление значения слова;
- расширение контекстов (англ. context generalization) — употребление в новых контекстах;
- морфологическая редукция, декатегоризация (англ. morphological reduction, decategorialization) — потеря морфосинтаксических свойств;
- фонетическая эрозия, фонетическое упрощение (англ. phonetic erosion) — упрощение произношения;
- облигаторизация (англ. obligatorification) — превращение показателя словоформы или конструкции в обязательные.

### Семантическое выцветание
Слово употребляется настолько автоматически, что люди не задумываются над потерянным смыслом.
Сергей Белоусов выяснил, что наречие усиления от слова «совсем» проникло в печать около 2015…16. Фраза заполнен от слова «совсем» формально бессмысленна: слова «заполнен» и «совсем» не родственные. Возможная цепочка происхождения: количество отъ слова «колико» (объяснение) → те́мные от слова «тема» (неоднозначность), художник от слова «худо» (ирония), террорист от слова «ужасный» (упрощено происхождение) → водонепроницаемость отсутствует, от слова «совсем» (игра слов, первый найденный Сергеем пример — 2005).
Разновидность семантического выцветания — соматизм, когда части тела начинают применяться не только к людям: перед лицом Верховного суда, от лица хлебозавода, на глазах у кинофестиваля.

### Расширение контекстов
Признак на стыке смысла и грамматики. Екатерина Виноградова обнаружила и сужение контекстов, и выделяет такие признаки перехода полнозначного слова в служебное:
- Не может присоединять зависимые слова: в быстрое течение часа.
- Невозможно преобразовать в более простую форму (из страдательного залога в действительный и т. д.): На клумбах заботами Леонарды Яковлевны были посажены тюльпаны. → заботы посадили тюльпаны?

Пример, показывающий оба этих признака. Открыл с (любезной) помощью соседа → сосед помог — предлог+существительное. Открыл с помощью топора → топор помог? — составной предлог.

### Морфологическая редукция
Это означает, что слово начинает терять свои морфологические характеристики, с такими признаками:
- Особые формы, которых не бывает с другими словами: в цвет торшера или в размер торшера, но не в форму торшера.
- Выход из модели управления: можно в цвет к торшеру, но нельзя цвет к торшеру.
- Потеря словоформ: в рамках теории катастроф, но не у рамок теории катастроф.

Сочетание слов может быть свободной синтаксемой (имеет конкретный смысл в отрыве от предложения — в августе), связанной синтаксемой (получает смысл, присоединившись к слову — уложить в рамки), и обусловленной синтаксемой (получает смысл, оказавшись в предложении — ремонт был в радость). Свободные синтаксемы наиболее склонны к грамматикализации, обусловленные — наименее.

### Фонетическая эрозия
Пример из английского: I will → I’ll.

### Облигаторизация
Признак далеко зашедшей грамматикализации — из слова со своим смыслом получается грамматическое правило. Вплоть до того, что красить себя и краситься по отношению к покраске волос имеет разные оттенки смысла: можно не только покрасить себя, но и покраситься у подруги или в парикмахерской.

## Деграмматикализация
Крайне редко бывает и обратный процесс, разновидность лексикализации. Кругосвет приводит фразу: Он было пошёл, а потом передумал — старое давнопрошедшее время стало частицей. БРЭ приводит: ультра (люди крайних убеждений); акмеисты, футуристы и прочие исты.